# Boosted Arcas
Boosted Arcas ist die Bezeichnung einer amerikanischen Höhenforschungsrakete. Die Boosted Arcas besteht aus einer Startstufe vom Typ ARC Booster  oder vom Typ MARC 42A1. Die Gipfelhöhe der Boosted Arcas beträgt 50 km, der Startschub 1,00 kN, der Durchmesser 0,11 m und die Länge 3,40 m.
Die Boosted Arcas wurde zwischen 1963 und 1972 78-mal gestartet.
Varianten der Boosted Acras waren die Boosted Acras, die Sparrow Acras, die Sidewinder Acras und die Boosted Acras II.
Siehe auch: Arcas